# ثمد (نبات)
الثمد (الاسم العلمي:Themeda) هو جنس من النباتات يتبع الفصيلة النجيلية من رتبة القبئيات.